# فینال‌های ان‌بی‌ای ۱۹۵۸
سری فینال‌های قهرمانی جهان ان‌بی‌ای ۱۹۵۸ دور قهرمانی مسابقات اتحادیهٔ ملی بسکتبال در فصل ۵۸–۱۹۵۷ می‌باشد. سنت لوئیس هاوکس با پیروزی در بخش غرب و بوستون با پیروزی در بخش شرق به سری فینال‌های سال ۱۹۵۸ ان‌بی‌ای رسیدند و هاوکس با برتری سری در شش بازی، برای نخستین بار عنوان قهرمانی ان‌بی‌ای را به دست آورد.

## خلاصه
سنت لوئیس پس از شکست خوردن برابر بوستون در فینال‌های فصل ۵۷–۱۹۵۶ دوران سختی را پشت سر گذاشت و توانست با ثبت رکورد ۴۱–۳۱ عنوان قهرمانی بخش غرب را کسب کند. در همین حال، تیم بوستون با رکورد ۴۹–۲۳ مقام نخست در بخش شرق را از آن خود کرد.
هاوکس (با هلثی راسل) سلتیکس را در بازی شمارهٔ ۱ در بوستون، ۱۰۴–۱۰۲ مغلوب کرد. بوستون در بازی ۲، ۱۳۶–۱۱۲ و با یک بازی برتر توانست تیم رقیب را شکست بدهد. در سنت لوئیس، هاکس در بازی شمارهٔ ۳، هنگامی که مچ پای راسل به شدت پیچ خورد، با نتیجهٔ ۱۱۱–۱۰۸ به پیروزی رسید. سلتیکس در بازی چهارم و در حالی که راسل را در اختیار نداشت، با نتیجهٔ ۱۰۹–۹۸ به برتری رسید و با این پیروزی غافلگیر کننده، سری را دو بر دو کرد. سنت لوئیس با پیروزی ۱۰۲–۱۰۰ در بازی پنجم که در بوستون گاردن انجام گردید، خود را به قهرمانی نزدیک‌تر کرد.
در ۱۲ آوریل، در سالن کیل در خانه، هاوکس توانست با برتری برابر مدافع عنوان قهرمانی، به قهرمانی این فصل از مسابقات ان‌بی‌ای دست پیدا کند. در این دیدار، پتیت عملکرد فوق‌العاده‌ای از خود به نمایش گذاشت. او در سه کوارتر نخست ۳۱ امتیاز کسب کرد، سپس در کوارتر پایانی نمایش خود را بهتر از پیش کرد و ۱۹ امتیاز از ۲۱ امتیاز آخر تیم‌اش را به دست آورد. دو امتیاز آخر او، در حالی که ۱۵ ثانیه به پایان بازی باقیمانده مانده بود، هاوکس را با نتیجهٔ ۱۱۰–۱۰۷ پیش انداخت. سپس سلتیکس یک پرتاب را وارد سبد حریف کرد و دو امتیاز دیگر به اندوخته‌های خود اضافه کرد اما نتوانست کاری از پیش ببرد. هاوکس سرانجام با برتری ۱۱۰–۱۰۹، عنوان قهرمانی را به دست آورد. پتیت ۵۰ امتیاز، از جمله ۱۸ امتیاز از ۲۱ امتیاز پایانی هاوکس را کسب کرد و نقش مهمی در قهرمان شدن هاوکس داشت.
برخی بر این عقیده بودند که اگر راسل در بازی ۳ از ناحیهٔ مچ پا آسیب ندیده بود احتمالاً سلتیکس عنوان قهرمانی سال ۱۹۵۸ را به دست می‌آورد. با این حال، آورباخ این نظر را تنها مایهٔ تسلی دانست. وی گفت: «شما همیشه می‌توانید به دنبال بهانه باشید. ما فقط کتک خوردیم.»
هاوکس ۱۹۵۸، آخرین تیمی می‌باشد که بدون بازیکن سیاه‌پوست در رقابت‌های ان‌بی‌ای قهرمان شده‌است.

## خلاصه سری
| بازی   | تاریخ    | تیم میزبان      | نتیجه         | تیم مهمان       |
| ------ | -------- | --------------- | ------------- | --------------- |
| بازی ۱ | ۲۹ مارس  | بوستون سلتیکس   | ۱۰۲–۱۰۴ (۰–۱) | سنت لوئیس هاوکس |
| بازی ۲ | ۳۰ مارس  | بوستون سلتیکس   | ۱۳۶–۱۱۲ (۱–۱) | سنت لوئیس هاوکس |
| بازی ۳ | ۲ آوریل  | سنت لوئیس هاوکس | ۱۱۱–۱۰۸ (۲–۱) | بوستون سلتیکس   |
| بازی ۴ | ۵ آوریل  | سنت لوئیس هاوکس | ۹۸–۱۰۹ (۲–۲)  | بوستون سلتیکس   |
| بازی ۵ | ۹ آوریل  | بوستون سلتیکس   | ۱۰۰–۱۰۲ (۲–۳) | سنت لوئیس هاوکس |
| بازی ۶ | ۱۲ آوریل | سنت لوئیس هاوکس | ۱۱۰–۱۰۹ (۴–۲) | بوستون سلتیکس   |

هاوکس برندهٔ سری ۴–۲